# 渡辺翔太 (バスケットボール)
渡辺 翔太（わたなべ しょうた、1998年11月24日 - ）は、日本の男子プロバスケットボール選手である。ポジションはポイントガード。B.LEAGUEの仙台89ERS所属。

## 来歴
栃木県出身。
宇都宮工業高校から明治大学に進み、3年次より2シーズン連続で仙台89ERSに特別指定選手として登録される。
卒業後、仙台89ERSとプロ契約。

## エピソード
東北楽天ゴールデンイーグルス所属のプロ野球選手に同姓同名の渡辺翔太がおり、ともに仙台に本拠を置くプロスポーツチーム所属者同士として、2023年9月に顔合わせが実現している。